# Сейшельская пустельга
Сейшельская пустельга (лат. Falco araeus) — один из видов соколов.

## Ареал
Сейшельская пустельга обитает исключительно на Сейшельском архипелаге, не совершая миграций. Оценка численность — около 800 голов, из них около 750 обитает на острове Маэ, ещё несколько десятков — на близлежащих островах. Несколько птиц интродуцированы в резерват Валле-де-Мэ на Праслене. Обитает среди скал.
Сейшельская пустельга — единственная гнездящаяся на Сейшелах хищная птица.
Вид находится под угрозой исчезновения, охранный статус — уязвимый вид (VU).

## Описание вида
Сейшельская пустельга — самый маленький сокол. Размах крыльев составляет всего 40—45 см. Длина тела — около 20 см.
У птиц небольшая голубовато-серая, иногда чёрная, голова. Оперение сверху бурое, с чёрными полосами на крыльях, хвост полосатый. Клюв тёмный, ноги и восковина жёлтые. Молодые особи имеют более светлое оперение с тёмными полосами.
Питаются сейшельские соколы гекконами-фельзумами, сцинками-мабуями, маленькими птицами, иногда насекомыми.
Гнездятся на гранитных скалах, единственные из рода, где в августе-октябре откладывают 2—3 яйца, из которых вылупляются птенцы через 28—30 дней. Оперяются птенцы через 40 дней, после чего около 14 недель остаются с родителями.